# سهیان‌واله
ساهیاںوالہ (به انگلیسی: Sahianwala) یک منطقهٔ مسکونی در پاکستان است که در ناحیه فیصل آباد واقع شده‌است. ساهیاںوالہ ۱٬۵۰۰ نفر جمعیت دارد.